# مشاعل الوقود
مشاعل الوقود، يتم إِحراق الوقود المستخدم في المراجل البخارية باستخدام المشاعل وعددها ثلاث مشاعل في كل مرجل حيث يتم في هذه المشاعل حقن الوقود (زيت الوقود ) أو الغاز السائل وقود غازي)، وحاليا يتم استعمال(زيت الوقود ) في إشعال المشاعل مع بخار الترذيذ (atomizing steam) والذي هو عبارة عن بخار محمص (high pressure steam) حيث يحتوي رأس المشعل على جزء مثقب يسمى (tips ) لغرض تحويل الوقود إلى قطرات صغيرة (رذاذ) تشتعل بسهولة إضافة إلى توفير ضغط لدفع الشعلة إلى الأمام، ولتحقيق اشتعال الوقود بصوره صحيحة يجب توفير نسبة كافية من بخار الترذيذ atomizing steam) ) مع الوقود الداخل حيث أن قلة بخار الترذيذ أو زيادته يؤدي إلى حصول اشتعال غير كامل للوقود ويجب أن يكون هناك فرق بالضغط بين الوقود والبخار من ( kg/cm2 2-1.5) يجب أن يكون ضغط البخار أعلى من ضغط الوقود، نوفر نسبة كافية من الهواء لاشتعال منتظم للوقود، يجب إن تكون درجة حرارة الوقود كافية للاشتعال بحيث  يستمر الوقود بالاشتعال عند إشعال المشعل أول مرة وبدون حرارة خارجية ولهذا السبب يتم إحماء الوقود المستخدم في المراجل والأفران بواسطة المبادلة الحرارية. حيث يعمل اللهب والغازات الناتجة من الاحتراق على تسخين الماء داخل الأنابيب وتحويله إلى بخار .

## أنواع الوقود
ويمكن تقسيم أنواع الوقود التي تستخدم في المراجل البخارية إلى :
1. الوقود الصلب ويشمل الفحم بأنواعه
2. الوقود السائل
3. الوقود الغازي وهو أحسن أنواع الوقود ولا يحتاج إلى ترذيذ